# Акимовка (Харьковская область)
Аки́мовка (укр. Якимівка), село, 
Надеждинский сельский совет,
Близнюковский район,
Харьковская область.
Код КОАТУУ — 6320684510. Население по переписи 2001 г. составляет 122 (51/71 м/ж) человека.

## Географическое положение
Село Акимовка находится на правом берегу реки Бритай у Бритайского водохранилища.
В 1-м км на север находится курган Могила-Майдан.

## История
- 1850 - дата основания.

## Экономика
- В селе есть молочно-товарная ферма.